# Teatro Lope de Vega (Valladolid)
El Teatro Lope de Vega es un teatro de la ciudad de Valladolid, en la comunidad autónoma de Castilla y León, España. Se sitúa en la calle de María de Molina, en el centro de la ciudad. Diseñado por el arquitecto Jerónimo de la Gándara, fue inaugurado en 1861.

## Historia

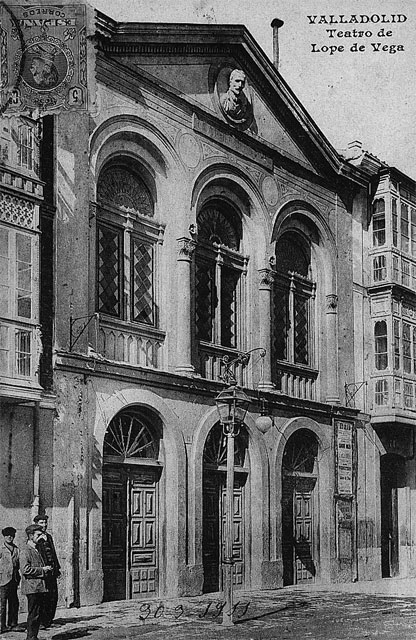
El teatro en 1911.

En el siglo XVII en el solar que ocupa actualmente el teatro se encontraba el Teatro de la Comedia del Hospital de San José de la ciudad. Dicho teatro se mantuvo en activo hasta mediados del siglo XIX, cuando sus deficiencias estructurales y peligro de ruina alimentaron la idea de que el Teatro de la Comedia debía ser reemplazado por uno nuevo.
Así pues, y siguiendo planos de Jerónimo de la Gándara, el 8 de diciembre de 1861 se inauguró el Teatro Lope de Vega. La fachada es de estilo neoclásico y fue reformada en 1920. Tiene dos niveles, cada uno de ellos con tres arcos y un frontón que luce un medallón con la imagen de Lope de Vega y realizado por Ponciano Ponzano. En épocas más recientes se añadió un dosel de metal y vidrio. El teatro se restauró en 1960, pasando a funcionar como teatro y cine. Cerró de manera permanente el 30 de abril de 2000.
Caja Duero adquirió el teatro, en peligro de ruina, en abril de 2006 por siete millones de euros. En marzo de 2007 se estimó que serían precisos otros siete millones para rehabilitarlo. A causa de los elevados costes, se produjeron retrasos en la iniciación del proyecto y en agosto de 2008 el presidente de la entidad financiera confirmó que habían recibido una oferta de compra del teatro para convertirlo en una sala de juegos. Ese mismo mes, Francisco Javier León de la Riva, alcalde de Valladolid, afirmó estar seguro de que las obras de restauración "saldrían adelante".
En la actualidad sigue a la espera de rehabilitación.